# Dainihon itangeishateki nōmiso gyaku kaiten zekkyō ongenshū
Dainihon itangeishateki nōmiso gyaku kaiten zekkyō ongenshū (jap. 大日本異端芸者的脳味噌逆回転絶叫音源集) skrót D.I.N.G.K.Z.O, album zespołu the GazettE wydany w 2006 roku. Autorem tekstów piosenek jest Ruki, zaś kompozytorem utworów the GazettE.

## Lista utworów
| Nr  | Tytuł                                                                                         | Czas |
| --- | --------------------------------------------------------------------------------------------- | ---- |
| 1.  | "Beautiful 5 [shit]ers"                                                                       | 3:24 |
| 2.  | "32 Kōkei no kenjū" (jap. 32口径の拳銃)                                                       | 5:41 |
| 3.  | "Shiawase na hibi" (jap. 幸せな日々)                                                          | 4:39 |
| 4.  | "Haru ni chirikeri, mi wa kareru de gozaimasu." (jap. 春ニ散リケリ、身ハ枯レルデゴザイマス。) | 5:29 |
| 5.  | "Oni no men" (jap. 鬼の面)                                                                    | 5:02 |
| 6.  | "Ray"                                                                                         | 5:49 |
| 7.  | "Wife" (jap. ワイフ Waifu)                                                                    | 5:22 |
| 8.  | "Ito" (jap. 絲)                                                                               | 6:41 |
| 9.  | "LINDA ~Candydive Pinky Heaven~"                                                              | 4:17 |
| 10. | "Black Spangle Gang " (jap. ブラックスパンコール ギャング)                                    | 4:06 |
| 11. | "Wakaremichi" (jap. 別れ道)                                                                   | 5:22 |
| 12. | "☆BEST FRIENDS☆"                                                                              | 4:20 |

## Informacje
- Kompilacja albumów The GazettE. Zawiera wszystkie piosenki z mini-albumów Cockayne Soup, Akuyūkai i Spermargarita.